# 姬莉·霍金森
姬莉·霍金森，MBE（英語：Keely Hodgkinson，2002年3月3日—），英國女子田徑運動員，她代表英國隊參加了日本舉行的2020年夏季奧林匹克運動會，並且在女子800米比賽上獲得銀牌。